# Hofwiesen (Unterbreizbach)
Hofwiesen ist eine Kleinsiedlung und gehört zum Ortsteil Hüttenroda der Gemeinde Unterbreizbach im Wartburgkreis in Thüringen.

## Lage
Hofwiesen liegt im Tal der Mosa an der Kreisstraße 103, die in der Nähe von Mühlwärts auf die Bundesstraße 84 trifft. Hofwiesen ist das Unterdorf von Hüttenroda. Die geographische Höhe des Ortes beträgt 310 m ü. NN.

## Geschichte
Die urkundliche Ersterwähnung fand 1239 für beide Dorfteile statt. 1975 wurden die Hofgemeinden Deicheroda, Mühlwärts und Hüttenroda (mit Hofwiesen) auf Beschluss des Rates des Kreises Bad Salzungen nach Sünna eingemeindet und sind seit 1996 ein Ortsteil der Einheitsgemeinde Unterbreizbach.